# Pholidichthys
Pholidichthys és un gènere de peixos marins i l'únic de la família dels folidíctids (Pholidichthyidae).

## Etimologia
Pholidichthys prové dels mots grecs pholis, -idos (escata) i ichthys (peix).

## Descripció
Cos anguil·liforme. 1 nariu a cada costat del cap. Absència d'escates. Aletes pelvianes per sota o una mica abans de la base de les pectorals. 2-3 radis tous i 1 espina feble a les aletes pelvianes. 70-79 radis tous a l'aleta dorsal i 55-62 a l'anal. 15 radis a les pectorals. L'aleta caudal conflueix amb les aletes dorsal i anal. Ossos faringis inferiors fosos en un de sol. 71-79 vèrtebres.

## Distribució geogràfica
Es troba al Pacífic: des d'Austràlia (el Territori del Nord i Austràlia Occidental) i l'extrem sud-oest de les illes Filipines (el mar de Sulu i les illes Calamianes) fins a les illes Salomó, incloent-hi Malàisia, Indonèsia, Papua Nova Guinea (incloent-hi les badies de Milne i de Kimbe), Nova Caledònia, el mar de Cèlebes i, possiblement també, el mar de la Xina Meridional.

## Cladograma
| Pholidichthys (Bleeker, 1856) | \| \| Pholidichthys anguis (Springer & Larson, 1996)[6] \| \| \| \| \| \| Pholidichthys leucotaenia (Bleeker, 1856)[38][39][40][41][42][43][44][45][46][3][47] \| \| \| \| |
|                               | \| \| Pholidichthys anguis (Springer & Larson, 1996)[6] \| \| \| \| \| \| Pholidichthys leucotaenia (Bleeker, 1856)[38][39][40][41][42][43][44][45][46][3][47] \| \| \| \| |
|                               | Pholidichthys anguis (Springer & Larson, 1996) |
|                               | |
|                               | Pholidichthys leucotaenia (Bleeker, 1856) |
|                               | |

|  | Pholidichthys anguis (Springer & Larson, 1996) |
|  |                                                |
|  | Pholidichthys leucotaenia (Bleeker, 1856)      |
|  |                                                |

## Observacions
No formen part del comerç de peixos ornamentals.